# Strawberry Night
Strawberry Night (ストロベリーナイト?, Sutoroberī Naito) è in origine un romanzo spy-mistery di Tetsuya Honda (intitolato Simmetry in inglese) del 2006, divenuto immediatamente un best seller nazionale. Ne è stato tratto un film Special per la TV nel 2010 e successivamente un dorama stagionale invernale in 11 puntate di Fuji TV, andato in onda nel 2012.

## Trama
Reyko è una detective della prima squadra d'élite della polizia, nel dipartimento di Tokyo; si è fatta strada dal gradino più basso e, mettendocela tutta, è riuscita a diventare ispettore. Ora si trova coinvolta in un difficile caso d'omicidio a cui vien dato il nome "Strawberry Night".
Alla giovane ma già abilissima poliziotta viene affidato il compito d'ispezionare con somma attenzione la scena del crimine; un uomo morto in un giardinetto nei pressi d'uno stagno coperto solamente da un telo di plastica. Dietro il terribile assassinio ch'è stato commesso scopre celarsi un inquietante enigma.
Si renderà ben presto conto che non si tratta affatto d'un gesto isolato, ma che invece si tratta dell'inizio d'una serie di delitti, tutti interconnessi strettamente tra loro.

## Personaggi ed interpreti

### Special
- Yūko Takeuchi - Himekawa Reiko
- Azusa Okamoto - Reiko da bambina
- Hidetoshi Nishijima - Kikuta Kazuo
- Kenta Kiritani - Otsuka Shinji
- Takashi Ukaji - Ishikura Tamotsu
- Kento Hayashi - Kitami Noboru
- Mitsuki Tanimura - Fukazawa Yukari
- Yuki Sato - Tatsumi Keiichi
- Aoi - Maruta Satsuki
- Yoji Tanaka - Komine Kaoru
- Magii - Doctor Omuro
- Kōsuke Suzuki - Tashiro Tomohiko
- Ryoko Kuninaka - Sata Michiko
- Satomi Tezuka - Himekawa Rue
- Masahiko Tsugawa - Kunioku Sadanosuke
- Kenichi Endo - Kusaka Mamoru
- Ikkei Watanabe - Hashizume Shunsuke
- Masahiro Takashima - Imaizumi Haruo
- Katsuhisa Namase - Ioka Hiromitsu
- Tetsuya Takeda - Katsumata Kensaku

### Star ospiti del dorama
- Kenichi Takito - Tokuyama Kazutaka (ep1)
- Izumi Fujimoto - Ogawa Miharu (ep1)
- Fumio Kitagami - Yoneda Yasushi (ep1)
- Tetsuo Morishita - Mizusawa Yusuke (ep1)
- Motoki Fukami - Tada Akio (ep1)
- Kenta Kiritani - Otsuka Shinji (ep1, flashback)
- Ryoko Kuninaka - Sata Michiko (ep1, flashback)
- Toshiyuki Kitami - Shimosaka Yuichiro (ep2)
- Aya Ōmasa - Shimosaka Miki (ep2-3)
- Shigemitsu Ogi - Shima Chiaki (ep2-3)
- Meikyo Yamada - Uwajima Kouhei (ep2-3)
- Tetta Sugimoto - Kurata Shuji (ep4-5)
- Hideo Ishiguro - Kurata Hideki (ep4-5)
- Masanobu Sakata - il detective Mizumoto (ep4-5)
- TOMO - Yasui Goro (ep4)
- Haruko Satsuki - contadino (ep4)
- Eriko Oguchi - Kurata Kanako (ep4-5)
- Ryota Yoshimitsu - Shimada Katsuya (ep4-5)
- Sugie Watanabe - Shimada Sumiko (ep5)
- Reina Minagawa - Shimada Ayaka (ep5)
- Rena Mashita - Yukawa Tomomi (ep5)
- Ai Kato - Takano Mayumi (ep6)
- Toshihiro Yashiba - Yabe Masato (ep6)
- Katsuhiko Sasaki - Nagatsuka Toshikazu (ep6)
- Tae Kimura - Harukawa Mitsuyo (ep7-8)
- Kenji Matsuda - Murata Kazuo / Kishitani Seiji (ep7-8)
- Koh Inoue - Toyama Yoshiyuki (ep4,7,9-11)
- Kazuaki Hankai - Lieutenant Hayashi (ep8)
- Ken Ishiguro - Takaoka Kenichi/Naito Kazutoshi (ep9-11)
- Gaku Hamada - Mishima Kosuke (ep9-11)
- Roi Hayashi - Kosuke a 9 anni (ep9,11)
- Shotaro Kaneko - Kosuke a 15 anni (ep9,11)
- Misako Renbutsu - Nakagawa Michiko (ep9-11)
- Tetsuhiro Ikeda - Tobe Makio (ep9-11)
- Taro Omiya - Mishima Tadaharu (ep9,11)
- Yoshihiro Nozoe - Matsumoto Osamu (ep9-11)
- Sotaro Tanaka - Sawai Yuji (ep9-10)
- Reika Kirishima - Kobayashi Mikako (ep10-11)